# Störstein

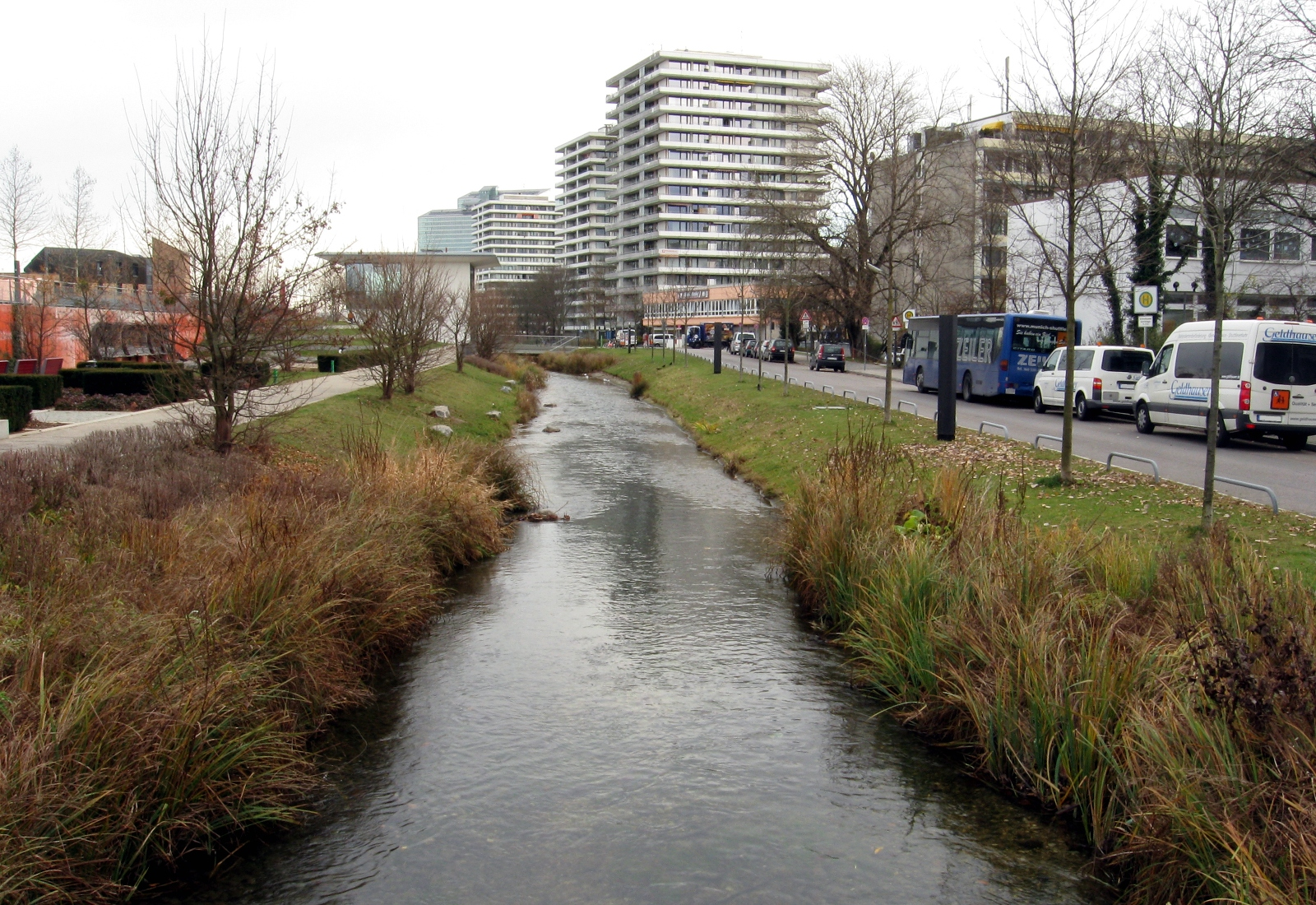
Störsteine im Nymphenburg-Biedersteiner Kanal im Münchner Petuelpark

Ein Störstein ist ein Flussstein zur Förderung der Eigendynamik des Gewässers, zur Sauerstoffanreicherung und als Totholzfänger. 
Störsteine werden im Rahmen von Renaturierungsmaßnahmen mit dem Ziel, Gewässer wieder in einen guten, ökologischen Zustand zurückzuführen, künstlich in ein Flussbett gesetzt. Die Schaffung von mehr Strömungsvielfalt durch Störsteine führt im Idealfall zu einer abwechslungsreicheren Sohlenstruktur. 

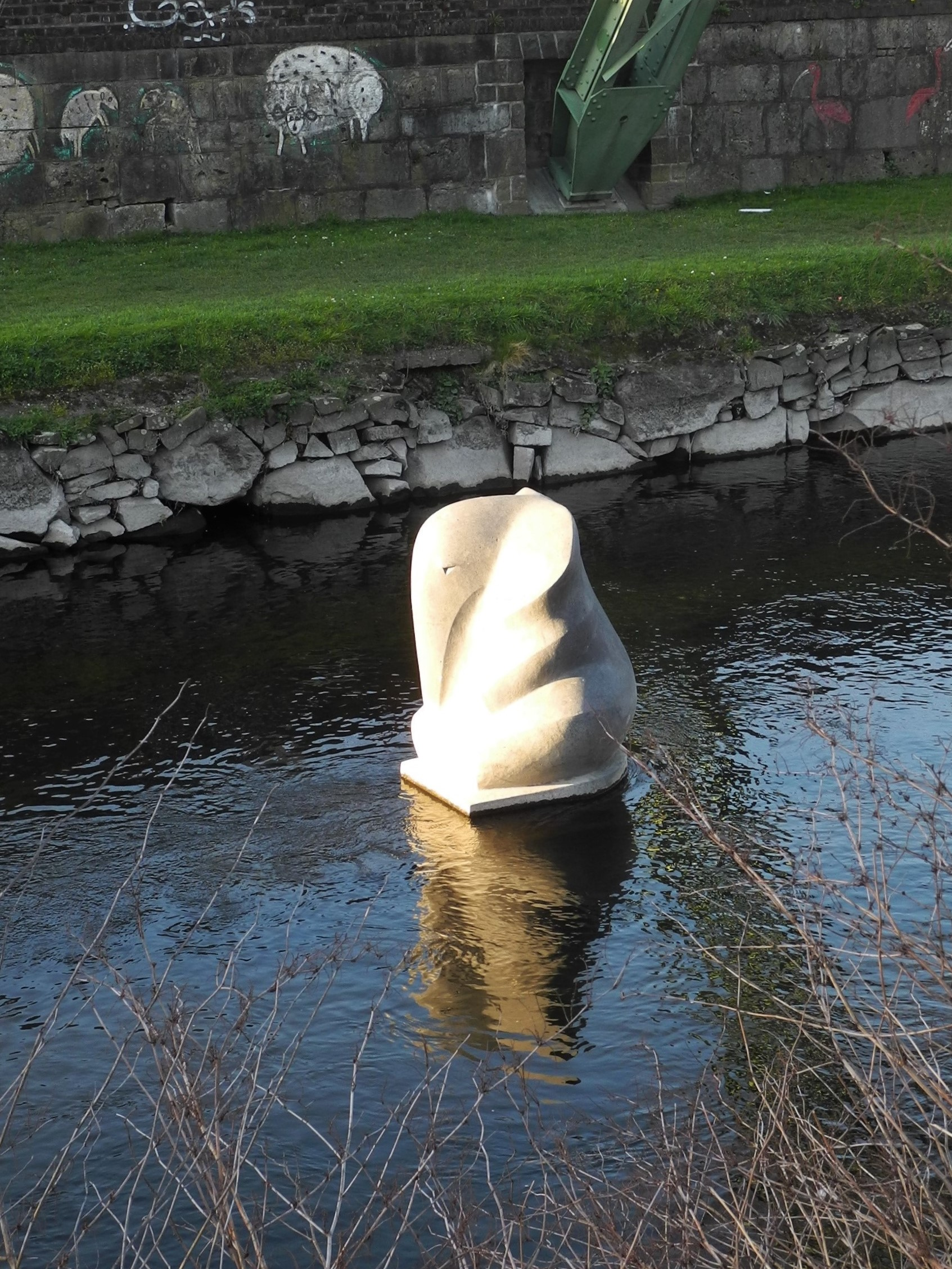
Der Tuffi-Störstein in der Wupper